# Алекс Дженнінґс
Алекс Дженнінґс (англ. Alex Jennings; нар. 10 травня 1957, Ессекс, Велика Британія) — британський актор театру, радіо, кіно і телебачення.

## Нагороди
Дженнінґс є єдиним володарем трьох категорій Премії Лоуренса Олів'є (комедія, драма та мюзикл). У 1988 році він отримав вищу театральну нагороду Лондона за роль Глума в комедії «На всякого мудреця досить простоти» у номінації «Найкраще виконання у комедії», у 1996 році в номінації «Найкращий актор в п'єсі» за роль у «Пер Ґюнт», у 2003 році — в номінації «Найкращий актор у мюзиклі» за роль Генрі Гіґґінса в «Моя прекрасна леді».
Найвідомішою на великому екрані для Дженнінґса стала роль Принца Чарльза у фільмі Стівена Фрірза «Королева». Він зіграв членів британської королівської сім'ї також в серіалах 2016 року «Вікторія» (бельгійського короля Леопольда I) та «Корона» (британського монарха Едварда VIII).

## Вибрана фільмографія

### Фільми
- 1989 — «Реквієм війни» — Осліплий солдат
- 1997 — «Крила голубки» — лорд Марк
- 2002 — «Чотири пера» — полковник Гамільтон
- 2004 — «Бріджит Джонс: Грані розумного» — Ґораціо
- 2006 — «Вавилон» — Кен Кліффорда
- 2006 — «Королева» — Чарльз, принц Уельський
- 2012 — «Ми підкоримо Мангеттен» — Джон Парсонс
- 2013 — «Пастка для Попелюшки» — Ченс
- 2013 — «Белль» — лорд Ешфорд
- 2015 — «Леді у фургоні» — Алан Беннет
- 2016 — «Заперечення» — Чарльз Ґрей
- 2021 — «The Forgiven» — Лорд Сванторн
- 2021 — «Мюнхен. На порозі війни» — Сер Хорас Вілсон
- 2025 — «Фінікійська схема» — дворецький Броудклоз
- 2025 — «Балада про маленького гравця»

### Телесеріали
- 1982 — «Усміхнені люди» —Галл
- 1989 — «Шеллі» — Джеремі
- 1990 — «Інспектор Морз» — Віктор Пріс
- 2000 — «Занадто багато сонця» — Джуліан Еджбастон-Бовлз
- 2005 — «Пуаро Агати Крісті» — Робертс
- 2006 — «Привиди» — Джеймс Аллан
- 2007 — «Воскрешаючи мертвих» — Джеймс Ендрюс
- 2007-2009 — «Кренфорд» — Преподобний Гаттон, вікарій
- 2009 — «Міс Марпл Агати Крісті» — старший інспектор Каррі
- 2009-2010 — «Вайтчепел» — Коммандер Андерсон
- 2012 — «Бути людиною» — Ґріффін
- 2012 — «Інспектор Льюїс» — Рев Конор Гейв
- 2016-2019 — «Вікторія» — король Бельгії Леопольд I
- 2016-2017 — «Корона» — король Великої Британії Едвард VIII